# یوان کاردیناله
یوان کاردیناله (انگلیسی: Yoan Cardinale؛ زادهٔ ۲۷ مارس ۱۹۹۴) بازیکن فوتبال اهل فرانسه است.
از باشگاه‌هایی که در آن بازی کرده‌است می‌توان به باشگاه فوتبال نیس اشاره کرد.